# Mosè l'Etiope
San Mosè l'Etiope, o di Scete (330 – Scete, 405), fu monaco in Egitto. Il suo nome, già registrato nei sinassari copti e bizantini, nel 1585 fu inserito anche nel Martirologio romano da Cesare Baronio.

## Biografia
Del monaco Mosè parlano sia Cassiano nelle sue Consolationes sia Palladio di Galazia nell'Historia Lausiaca; la sua fama è attestata anche da Sozomeno e dagli Apophthegmata Patrum..
Secondo Palladio, era uno schiavo nero, di origine etiope e di altissima statura: fu cacciato dal suo padrone a causa di alcuni furti e si mise a capo di una banda di briganti. Per sfuggire alla condanna per i suoi crimini, si ritirò presso Macario il Grande nel monastero di Scete, dove si distinse per la vita ascetica.
Mosè fu ordinato prete dal vescovo di Alessandria e si ritirò a vita eremitica nel deserto di Petra, ma fece poi ritorno a Scete dove morì settantacinquenne lasciando settantotto discepoli.

## Culto
Il Sinassario alessandrino del vescovo copto Michele di Aṯrīb e Malīğ lo commemora al 18 giugno e riporta la notizia del suo martirio insieme a sette dei suoi confratelli a opera dei barbari (notizia ripresa dagli Apophthegmata Patrum); i sinassari bizantini commemorano Mosè al 24 agosto e, basandosi sulle notizie di Palladio, non fanno allusione al suo martirio.
Il suo culto è ignoto all'Occidente medievale e il suo nome fu inserito nel Martirologio romano da Cesare Baronio, sempre al 28 agosto.